# Ingerenzpflicht
Ingerenzpflicht ist im Kommunalrecht die Verpflichtung einer Gemeinde, auf ein in einer privatrechtlichen Organisationsform betriebenes öffentliches Unternehmen mit geeigneten Mitteln so einzuwirken, dass die Einhaltung der durch das öffentliche Recht bestimmten besonderen rechtlichen Bindungen jederzeit sichergestellt werden kann.

## Allgemeines
Im Rahmen ihrer verfassungsrechtlich gewährleisteten Organisationshoheit können die Gemeinden einzelne Teilbereiche ihrer Daseinsvorsorge in wirtschaftliche Unternehmen (§ 107 Abs. 1 GemO NRW, wird auch nachfolgend zitiert) und nichtwirtschaftliche Einrichtungen (§ 107 Abs. 4 GemO) in privatrechtliche Organisationsformen ausgliedern. An die Wahl privatrechtlicher Organisationsformen stellen dann die Gemeindeordnungen zahlreiche Bedingungen, damit insbesondere die Ausgliederung von Aufgaben aus der als einheitlich gedachten Gemeindeverwaltung nicht zu wesentlichen Steuerungs- und damit Verantwortungsverlusten führt. Die von verselbständigten Einheiten erbrachten Leistungen müssen auf die von den verantwortlichen Organen vorgegebenen Gemeinwohlzwecke ausgerichtet sein und dürfen nicht dem Einfluss der für die Einheitlichkeit der Gemeindeverwaltung verantwortlichen Organe entzogen werden.
Die öffentliche Hand muss sich dauerhafte Einwirkungsmöglichkeiten auf ihre Unternehmen verschaffen. Allerdings verlangt diese Ingerenzpflicht nicht die Unterbindung jeglicher Handlungsspielräume der Unternehmensleitung kommunaler Betriebe, doch sind diese Spielräume durch die Beschränkung auf den öffentlichen Zweck (§ 108 Abs. 1 Nr. 7 GemO) deutlich geringer als bei privatrechtlich organisierten Unternehmen. Aus dieser Einwirkungs- oder Ingerenzpflicht folgt die Verpflichtung der Gemeinden, auf von ihr geschaffene Rechtssubjekte dahingehend einzuwirken, dass diese ihrerseits die Ziele kommunaler Politik, die Orientierung am Gemeinwohl und das Gebot der Rechtsstaatlichkeit einhalten.
Für Mann sind kommunale Ingerenzrechte bei öffentlich-rechtlich organisierten Formen (Anstalten oder Körperschaften des öffentlichen Rechts) tendenziell besser zu verwirklichen als bei den Rechtsformen des privaten Rechts. Diese unterschiedliche Durchsetzbarkeit kommunaler Ingerenzpflichten wird durch die dargestellten strengeren Anforderungen an die Ausgestaltung von privatrechtlichen Gesellschaftsverträgen und die Entsendung von Gemeindevertretern in die Organe derartiger Unternehmen ausgeglichen. Um diese Pflicht erfüllen zu können, enthält § 113 GemO NRW Regelungen über die Vertretung der Gemeinde in den Organen der Gesellschaften, bei denen die Gemeindevertreter die Interessen der Gemeinde wahrzunehmen haben. Dabei sind nach § 109 GemO die Unternehmen und Einrichtungen so zu führen, zu steuern und zu kontrollieren, dass der öffentliche Zweck nachhaltig erfüllt wird.
Um den Kommunen jedoch auch die Option einer Ausgliederung in öffentlich-rechtliche Einheiten zu ermöglichen, sehen einige Gemeindeordnungen die Gründungen kommunaler Anstalten des öffentlichen Rechts vor.

## Einflussmöglichkeiten
Privatrechtlich organisierte kommunale Einrichtungen sind nur dann öffentliche Einrichtungen im Sinne des Kommunalrechts, wenn sich die Kommune den Einfluss auf das Unternehmen vorbehält und damit den kommunalrechtlichen Benutzungsanspruch der Bürger gewährleisten kann. Um die Pflicht zur Einwirkung auf die privatrechtlich organisierten Unternehmen einfachrechtlich abzusichern, enthalten sowohl das staatliche Haushaltsrecht als auch das kommunale Wirtschaftsrecht zahlreiche öffentlich-rechtliche Anordnungen. Hierzu gehören insbesondere Vorgaben zur Sicherung eines angemessenen Einflusses in einem gesellschaftlichen Kontrollorgan durch Entsendung von Mitgliedern in dieses Gremium, Weisungsgebundenheit, Unterrichtungspflicht oder dem Recht, Geschäftsführer oder Vorstandsmitglieder vorzuschlagen oder zu bestellen.
Der Bundesgerichtshof qualifiziert aus konzernhaftungsrechtlicher Sicht Gebietskörperschaften als Unternehmen, wenn sie lediglich ein in privater Rechtsform organisiertes Unternehmen beherrschen. Dabei umfasst der aktienrechtliche Begriff der Beherrschung die Möglichkeit, die Finanz- und Geschäftspolitik eines Unternehmens so zu bestimmen, um aus dessen Tätigkeit Nutzen ziehen zu können. Eine Beherrschung wird dann angenommen, wenn das Mutterunternehmen entweder direkt oder indirekt über Tochterunternehmen über mehr als die Hälfte der Stimmrechte verfügt.

## Örtliche Beschränkung
Verfassungsrechtlich ist die kommunale Selbstverwaltung nach Art. 28 Abs. 2 Satz 1 GG auf die „Angelegenheiten der örtlichen Gemeinschaft“ beschränkt. Hieraus ergibt sich auch eine räumliche Begrenzung des Betätigungsfeldes kommunaler Unternehmen, was allerdings eine interkommunale Zusammenarbeit öffentlicher Unternehmen ebenso wenig ausschließt wie punktuelle Auswirkungen wirtschaftlicher Tätigkeit auf dem Hoheitsgebiet von Nachbargemeinden. Das Grundsatzurteil des EuGH sichert den Kommunen erhebliche Gestaltungsspielräume für eine gemeinsame und effektive Wahrnehmung öffentlicher Aufgaben. Interkommunale Aufgaben- und Zuständigkeitsverlagerungen stellen somit keine Beschaffungsvorgänge auf dem Markt dar und ermöglichen auch auf dieser Kommunalebene die stetige Wahrnehmung der Ingerenzpflichten.